# فرد والتون
فرد والتون (بالإنجليزية: Fred Walton)‏ هو كاتب سيناريو ومخرج أمريكي، ولد في 1949 في الولايات المتحدة.

## وصلات خارجية
- فرد والتون على موقع IMDb (الإنجليزية)
- فرد والتون على موقع ألو سيني (الفرنسية)
- فرد والتون على موقع أول موفي (الإنجليزية)
- فرد والتون على موقع قاعدة بيانات الأفلام السويدية (السويدية)
- فرد والتون على موقع قاعدة بيانات الفيلم (الإنجليزية)
- فرد والتون على موقع كينوبويسك (الروسية)